# Gideon (Vila Verde)
Gideon ist eine Aldeia in der osttimoresischen Landeshauptstadt Dili. Die Aldeia liegt im Nordosten des Sucos Vila Verde (Verwaltungsamt Vera Cruz). In Gideon leben 504 Menschen (2015).

## Lage

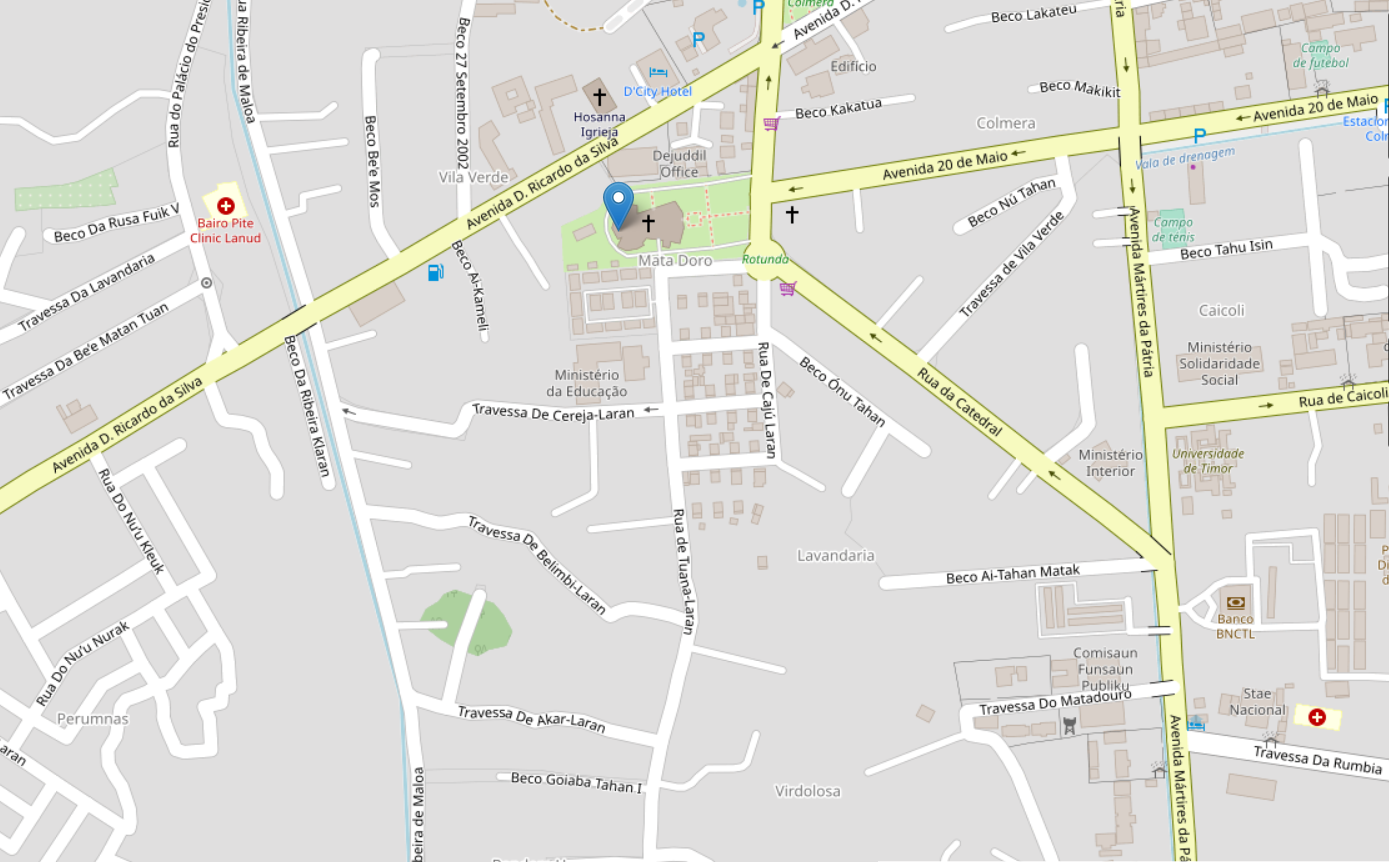
Straßenkarte vom Norden Vila Verdes

Gideon bildet in der Fläche ein Dreieck, das von drei großen Straßen umschlossen ist. Jenseits der Rua da Catedral liegt westlich die Aldeia Lemorai und südwestlich die Aldeias Nopen und Virgolosa. Östlich der Avenida Mártires da Pátria befindet sich der Suco Caicoli und nördlich der Avenida 20 de Maio der Suco Colmera.

## Einrichtungen

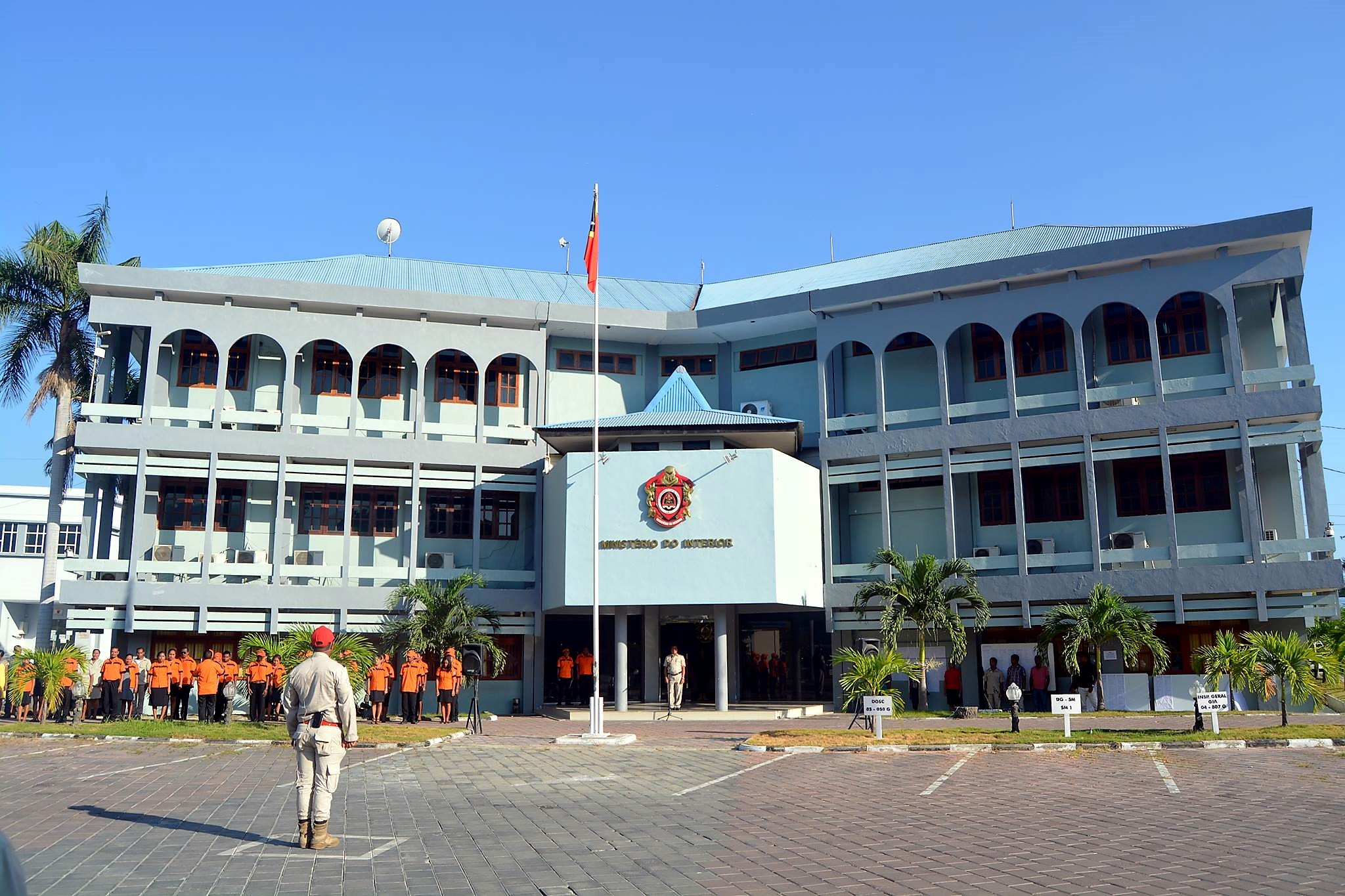
Innenministerium (2017)

An der Rua da Catedral im Nordwesten wurde im Juni 2016 die neue Kirche der Assemblies of God (Igreja Evangélica das Assembleias de Deus em Timor Leste) mit Platz für rund 1000 Gläubige fertiggestellt. Im Süden steht das Innenministerium. Daneben der Serviço de Migração de Timor-Leste. An der Avenida 20 de Maio liegt eine Grundschule und an der Travessa Vila Verde TANE, die Verbraucherschutzorganisation Osttimors.